# Brüno
(Presentazione del protagonista)
Brüno è un film del 2009 diretto da Larry Charles, prodotto, co-sceneggiato ed interpretato da Sacha Baron Cohen.
È il terzo film di Cohen dopo Ali G Indahouse e Borat - Studio culturale sull'America a beneficio della gloriosa nazione del Kazakistan.

## Trama
Brüno è un giornalista austriaco omosessuale di diciannove anni ossessionato dalla moda e dal desiderio di diventare la star numero uno del mondo. Presenta il programma Funkyzeit mit Bruno, uno show sulla moda trasmesso nei paesi di lingua tedesca (tranne che in Germania). 
Deciso a ottenere il successo, il giovane Brüno tenta tutte le strade: dai consigli di un medium al tentativo di girare una cassetta hard con un politico, dal tentativo di farsi rapire da terroristi medio-orientali all'adottare un bambino di colore, dal provare a diventare etero al tentare la strada del cinema e della TV, fino al tentativo di riappacificare ebrei e palestinesi; il risultato però non cambia. Alla fine Brüno deciderà di andare a vivere con Lutz, l'assistente del suo assistente, e con il piccolo di colore, che chiamerà Mike Tyson.

## Produzione
Sacha Baron Cohen, nei panni di Brüno, si è recato alla settimana della moda di Milano nel settembre 2008 facendo irruzione durante la sfilata della stilista Ágatha Ruiz de la Prada. Sempre nei panni del reporter austriaco, Baron Cohen si è mescolato tra la folla che in California manifestava a sostegno della California Proposition 8, inoltre si è reso protagonista di un tentativo di seduzione nei confronti del repubblicano Ron Paul.

## Promozione
Sacha Baron Cohen, nei panni di Brüno, è intervenuto agli MTV Movie Awards 2009 per presentare il premio per la migliore performance maschile. Brüno è entrato in sala come un moderno Icaro con enormi ali e vestito solamente con un sospensorio bianco, in fase di atterraggio qualcosa è andato storto, tanto che il comico è atterrato sul rapper Eminem, finendo con la testa tra le gambe del rapper e i glutei sul suo viso. Eminem si è alzato rabbiosamente e su tutte le furie ha lasciato la platea imprecando. Successivamente, sia l'autore dello show sia il rapper stesso hanno sostenuto che il tutto era una gag preparata.
Nel giugno 2009 Baron Cohen/Brüno appare al fianco della modella Alessandra Ambrosio in un ironico servizio fotografico per la rivista Marie Claire; appare inoltre nudo sulla copertina di GQ.
Per il lancio europeo del film, Brüno ha visitato le maggiori capitali dove ha dato vita a esilaranti show, come a Londra, dove ha marciato con finte guardie reali inglesi vestite con hot pants e il noto colbacco di pelo, mentre a Madrid il comico è stato ospite della TV spagnola: durante il programma El Hormiguero si è spogliato in diretta mostrando i suoi slip con impressa la faccia di Zapatero, inoltre ha attraversato le strade della capitale spagnola con un ironico e aderente costume da toro.
Il film si chiude con Brüno impegnato nell'interpretazione dell'ironica canzone di beneficenza Dove of Peace (Colomba di pace), affiancato da noti cantanti come Bono, Sting, Elton John, Chris Martin, Snoop Dogg e il chitarrista Slash.

## Distribuzione
Il film è uscito negli Stati Uniti il 10 luglio 2009, mentre in Italia è stato distribuito dalla Medusa Film dal 23 ottobre dello stesso anno.

## Controversie

### Michael Jackson
Dopo la morte di Michael Jackson il 25 giugno 2009, la Universal ha immediatamente imposto il taglio di una scena del film, poco prima della première statunitense. Nella scena incriminata Baron Cohen intervistava la sorella della popstar, La Toya Jackson, ponendole imbarazzanti domande sul fratello. In seguito, per evitare polemiche e speculazioni di cattivo gusto, la Universal ha deciso per il taglio definitivo della scena.

### Titolo
Il blog di gossip Defamar.com aveva proposto un sottotitolo per il film, ovvero: Brüno: Delicious Journeys Through America for the Purpose of Making Heterosexual Males Visibly Uncomfortable in the Presence of a Gay Foreigner in a Mesh T-Shirt, traducibile in Brüno: deliziose scorribande attraverso l'America allo scopo di mettere visibilmente a disagio i maschi eterosessuali in presenza di un gay straniero in magliettina a rete. Tale titolo è stato in seguito riportato erroneamente come reale titolo da vari organi di informazione cinematografica.